# Wolfgang Huschke
Albert Otto Wolfgang Huschke (* 8. Mai 1911 in Greiz; † 7. November 2000 in Freiburg im Breisgau) war ein deutscher Genealoge und Regionalhistoriker mit Schwerpunkt auf der Weimarer Klassik.

## Leben

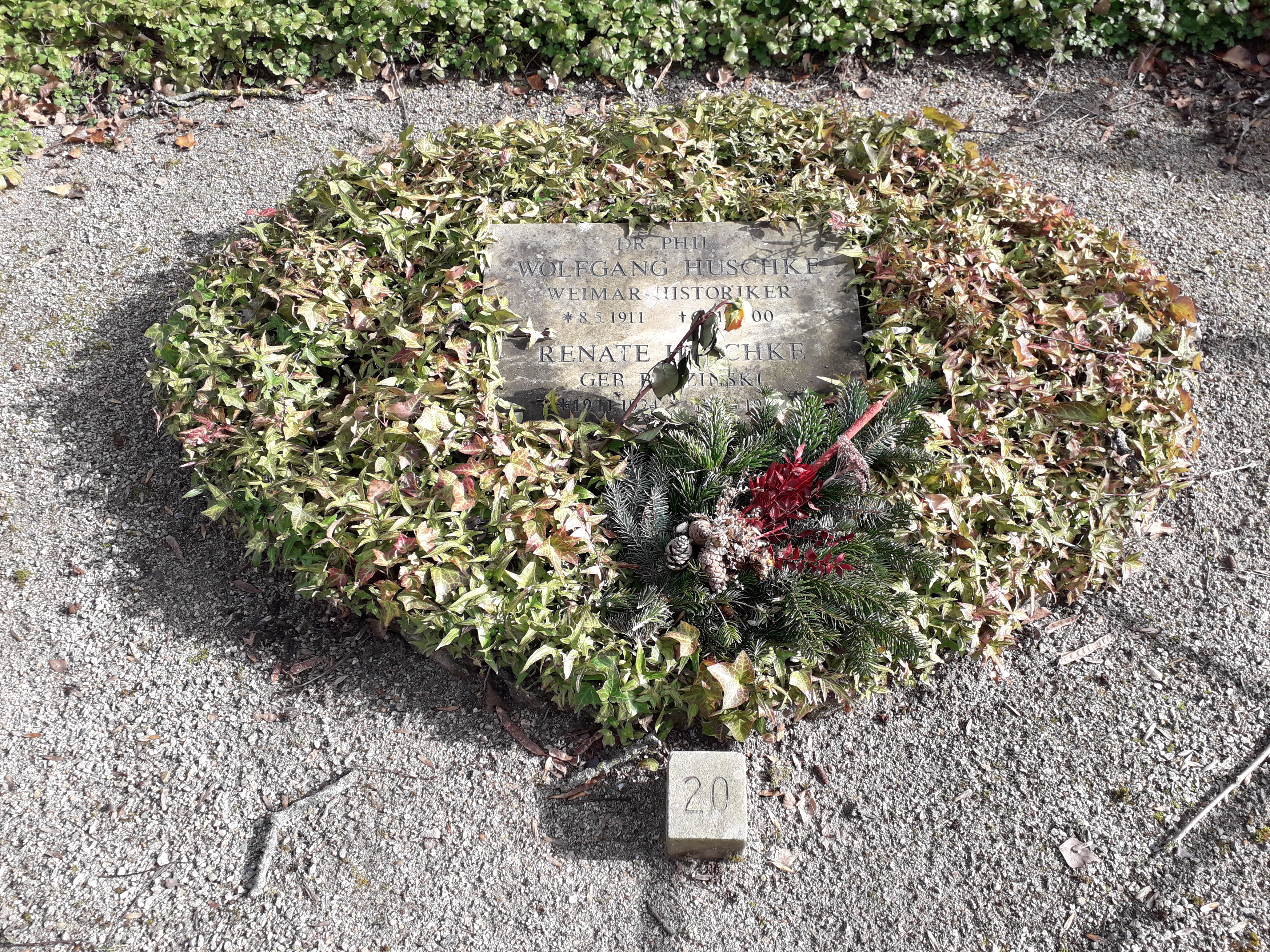
Grabstein von Wolfgang und Renate Huschke in der Familiengrabstelle in Weimar

Wolfgang Huschke war der Erstgeborene des Juristen und Musikschriftstellers Konrad Huschke (1875–1956, Enkel des Anatomen Emil Huschke (1797–1858)) und seiner Ehefrau Mathilde geb. Müller (1888–1961). Er besuchte die Realgymnasien in Greiz und Weimar, machte im März 1930 Abitur und studierte 1930 bis 1934 Geschichte, Deutsch, Geographie und Latein in Jena und Wien. Er promovierte im Februar 1935 mit einer umfangreichen Arbeit über Herzog Wilhelm IV von Sachsen-Weimar, legte im Februar 1936 das Staatsexamen für das Lehramt ab und wurde im selben Jahr Referendar am Staatsarchiv Weimar. 1938 rückte er zum Archivassessor auf; 1939 wurde er nach Bad Sulza abgeordnet; 1943 wurde er Staatsarchivrat in Dresden. 1940 bis 1945 leistete er Kriegsdienst. Ab September 1945 war er Wissenschaftlicher Archivar in Weimar. Er flüchtete am 18. August 1960 in die Bundesrepublik und kam im November des Jahres am Archiv Darmstadt unter. Dort war er ab 1961 wieder Staatsarchivrat. Er wechselte 1969 an das Personenstandsarchiv Brühl, wurde dort 1970 Staatsarchivdirektor und ging 1973 in den Ruhestand. Die letzten Jahre verbrachte er in Freiburg.
Huschke verehelichte sich im November 1938 mit Eva Pitschmann (* 1921). Die Ehe wurde im Juni 1953 geschieden; ihr entstammten vier Kinder, darunter der spätere Musikwissenschaftler Wolfram Huschke (* 18. April 1946). Einen Monat später heiratete er in zweiter Ehe Renate Brozinski (* 1924); der Ehe entstammte ein Kind. Wolfgang Huschke und seine Frau Renate sind gemeinsam in Weimar bestattet.

## Publikationstätigkeit
Huschke war in vielfacher Weise publizistisch tätig. Eine sehr umfängliche Arbeit (nach seiner Dissertation) war die Erforschung seiner eigenen Familiengeschichte, dokumentiert 1937 (über seinen Vorfahren 4. Generation, den Weimarer Leibarzt Wilhelm Ernst Christian Huschke, Vater von Emil Huschke) und umfassend 1967. Eine große Zahl von gewöhnlich ungemein detailreichen Arbeiten kreiste um die Institutionen von Weimar und ihr Personal oder um größere thüringische Einheiten. Dabei half er mehrfach bei der Herstellung größerer Handbücher durch archivalische Arbeit oder eigene Beiträge. Über die Jahre ergab sich besonders enge Zusammenarbeit mit Hans Patze (1919–1995), Walter Schlesinger (1908–1984) und Hans Tümmler (1906–1997). Huschke war bis weit in den Ruhestand hinein Schriftleiter der Vierteljahreszeitschrift Mitteldeutsche Familienkunde (Anfang 1961 bis 1992) und der Monatszeitschrift Genealogie (ab 1962, zusammen mit Heinz Friederichs, bis Ende 1990). Neben eigenen Aufsätzen hatte er dort ungezählte redaktionelle Beiträge.

### Schriften (Auswahl)
Von 1955 bis 1987 erschienen 13 Beiträge von Huschke in der Neuen Deutschen Biographie, vgl. Liste in NDB Online.
- Herzog Wilhelm von Weimar als Statthalter Gustav Adolfs in Thüringen und schwedischer Generalleutnant 1631–1635. (Beiträge zur neueren Geschichte Thüringens. Hrsg. Thüringische historische Kommission, Band IV.) Jena 1936. Digitalisat (mit fehlendem Frontispiz).
- Herzog Wilhelm von Weimar als Statthalter Gustav Adolfs in Thüringen und schwedischer Generalleutnant 1631–1635 (Teildruck). Inauguraldissertation Jena 1936. (Gutachter: Georg Mentz. Mündliche Prüfung am 16. Februar 1935. Nach S. 30: Lebenslauf.)
- Wilhelm Ernst Christian Huschke, der Arzt des klassischen Weimar. In: Das Thüringer Fähnlein. Monatshefte für die mitteldeutsche Heimat. 6. Jg. 1937, Heft 6, S. 234–245.
- Das Tempelherrenhaus im Weimarer Park. In: Georg Mentz zum 70. Geburtstag 31. März 1940 (= Zeitschrift des Vereins für Thüringische Geschichte und Altertumskunde. Neue Folge 34. Band, 1940, S. III–414), S. 278–288.
- Beiträge in Deutsches Städtebuch. Handbuch städtischer Geschichte. Hrsg. Erich Keyser. Band II: Mitteldeutschland. Stuttgart 1941.
- Ministerkollegen Goethes. Genealogisches über Jakob Friedrich Freiherr von Fritsch, Christian Friedrich Schnauß, Johann Christoph Schmidt und Christian Gottlob von Voigt. In: Genealogie und Heraldik. Zeitschrift für Familiengeschichtsforschung und Wappenwesen. (ISSN 0174-996X) 1. Jg. 1948‒49, S. 100‒105, 134‒138, 153‒155, 179‒185.
- Die Geschichte des Parkes von Weimar. (Thüringische Archivstudien. Hrsg. Willy Flach, Band 2.) Weimar 1951.
- Die Beamtenschaft der weimarischen Zentralbehörden beim Eintritt Goethes in den weimarischen Staatsdienst (1776). In: Forschungen aus mitteldeutschen Archiven. Zum 60. Geburtstag von Hellmut Kretschmar. Berlin 1953, S. 190–218.
- Park um Weimar. Ein Buch von Dichtung und Gartenkunst. Text von Wolfgang Huschke und Wolfgang Vulpius. Bilder von Günther Beyer. Weimar 1955.
- Goethes Briefwechsel mit Christian Gottlob Voigt, Band 3 und Band 4. Unter Mitwirkung von Wolfgang Huschke bearbeitet und herausgegeben von Hans Tümmler. Weimar 1955 und 1962.
- Beiträge zu Goethe Handbuch. Goethe, seine Welt und Zeit in Werk und Wirkung. Band 4 und Band 1. Zweite Aufl. hrsgg. von Alfred Zastrau, o. J. [1956 und 1961].
- Unebenbürtige Sprossen Carl Augusts von Weimar. In: Familie und Volk. Zeitschrift für Genealogie und Bevölkerungskunde. (ISSN 0174-996X) Band III, 5./6. Jg. 1956/1957, S. 257–266.
- Forschungen zur Geschichte der führenden Gesellschaftsschicht im klassischen Weimar. In: Forschungen zur Thüringischen Landesgeschichte. Friedrich Schneider zum 70. Geburtstag am 14. Oktober 1957. (Veröffentlichungen des Thüringischen Landeshauptarchivs Weimar. Band 1.) Weimar 1958, S. 55–114.
- Zur Herkunft führender Persönlichkeiten der älteren Arbeiterbewegung in Thüringen. In: Genealogisches Jahrbuch. (ISSN 0514-3292) Band 2, 1962, S. 27–65.
- Forschungen über die Herkunft der thüringischen Unternehmerschicht. Zweites Beiheft der Tradition. Zeitschrift für Firmengeschichte und Unternehmerbiographie (ISSN 0041-0616). Baden-Baden o. J. [1962].
- Herkunft und Schicksale des Geschlechts der Freiherren von Brenn. In: Genealogie. Deutsche Zeitschrift für Familienkunde. Band 6, 11. Jg. 1962, S. 105–114.
- Stammfolge Huschke aus Greußen in Thüringen. In: Deutsches Familienarchiv. Ein genealogisches Sammelwerk. (ISSN 0012-1266) Band 33, 1967, S. 253–314. (S. 309f.: Autobiographische Angaben; Photos der Familie vor S. 285.)
- Einige orts- und familiengeschichtliche Betrachtungen über Goethes Weimar. In: Festschrift für Friedrich von Zahn. Band I. Zur Geschichte und Volkskunde Mitteldeutschlands. Hrsg. Walter Schlesinger. Köln 1968, S. 539–597.
- Beiträge in Handbuch der historischen Stätten, 9. Band: Thüringen, hrsgg. von Hans Patze. Stuttgart 1968.
- Ahnentafeln berühmter Deutscher, 130: Der Naturforscher Alfred Brehm. In: Genealogisches Jahrbuch Band 9, 1969, S. 43–91.
- Amerika-Auswanderer aus dem Odenwald 1853–1855. In: Genealogie. Deutsche Zeitschrift für Familienkunde. Band 9, 18. Jg. 1969, S. 639–643, 751–758, 823–827.
- Karl May – Familienkreis und Vorfahren. In: Mitteldeutsche Familienkunde (ISSN 0540-4843) Band III, Jg. 13, 1972, S. 305–312.
- Zur Geschichte der Weimarer Stadtverfassung in der Goethezeit. In: Festschrift für Walter Schlesinger. Band 1. Köln 1973 (ISBN 3-412-84973-1), S. 554‒607.
- Die Neubürger der Stadt Weimar 1520–1620. Neustadt an der Aisch 1973. ISBN 3-7686-4007-8.
- Das klassische Weimar in Lichte neuerer genealogischer Forschungen. I. Karl Ludwig von Knebel, Familie und Vorfahren. In: Genealogie. Deutsche Zeitschrift für Familienkunde. (ISSN 0016-6383) Band 12, 24. Jg. 1975, S. 721–737.
- Genealogische Streifzüge durch das klassische Weimar. In: Staat und Gesellschaft im Zeitalter Goethes. Festschrift für Hans Tümmler zu seinem 70. Geburtstag. Köln 1977, ISBN 3-412-00477-4, S. 61–93.
- Genealogische Skizzen aus dem klassischen Weimar: Genealogische Besonderheiten einer deutschen Residenzstadt an der Wende vom 18. zum 19. Jahrhundert. In: Genealogisches Jahrbuch. (ISSN 0514-3292) Band 19, 1979. (Festschrift zum 75jährigen Bestehen der Zentralstelle für Personen- und Familiengeschichte. Teil 1.), S. 201–240.
- Die Neubürger der Stadt Weimar 1621–1691. Neustadt an der Aisch 1980. ISBN 3-7686-4087-6.
- Georg Joseph Abbé Vogler (1749–1814). Zur Abstammung des berühmten Organisten, Komponisten, Musikpädagogen und Musiktheoretikers. In: Genealogie. Deutsche Zeitschrift für Familienkunde. Band 15, 29. Jg. 1980, S. 276–284.
- Abschnitte I und II (Die Ernestiner und Die Grafen und Fürsten von Schwarzburg) in Geschichte Thüringens. Hrsg. Hans Patze und Walter Schlesinger. 5. Band: Politische Geschichte in der Neuzeit. 1. Teil, 1. Teilband 1982, ISBN 3-412-04281-1, S. 1–561. Anmerkungen im 2. Teilband 1984, ISBN 3-412-11082-5, S. 781–841.
- Die Neubürger der Stadt Weimar 1692–1725. Neustadt an der Aisch 1983. ISBN 3-7686-4100-7.
- Das klassische Weimar im Lichte neuerer genealogischer Forschungen. II. Luise von Göchhausen (1752–1807). Familie und Vorfahren. In: Genealogie. Deutsche Zeitschrift für Familienkunde. Band 17, 33. Jg. 1984, S. 97–118 und 720.
- Das klassische Weimar im Lichte neuerer genealogischer Forschungen. III. Zur Nachkommenschaft des Prinzen Constantin von Sachsen-Weimar-Eisenach. In: Genealogie. Deutsche Zeitschrift für Familienkunde. Band 17, 34. Jg. 1985, S. 601–622.
- Die Ratslisten der Stadt Weimar von 1348 bis 1810. Neustadt an der Aisch 1986. ISBN 3-7686-4114-7.
- Gerhard Geßner * 20.11.1920    † 21.8.1989. In: Genealogie. Deutsche Zeitschrift für Familienkunde. Band 19, 38. Jg. 1989, S. 657f.
- Heinrich Marschners Vorfahren. In: Genealogie. Deutsche Zeitschrift für Familienkunde. Band 19, 38. Jg. 1989, S. 668–679.

## Nachweise
1. 1 2  laut Berglar 1977.
2. ↑  heute Rheinland.
3. ↑  ab März 1990 (Genealogie Band 20, Jg. 1990, S. 92).
4. ↑  Mitteilung des Verlages in Mitteldeutsche Familienkunde Band I, Heft 4 (Januar–April 1961), S. 33.
5. ↑  Manfred Dreiss: In eigener Sache. In: Mitteldeutsche Familienkunde Band X, Jg. 33, 1992, S. 342.
6. ↑  Die Genealogie setzte ab 1962 die Zeitschrift Familie und Volk fort. Vgl. Zur Beachtung! in Familie und Volk Band V, 10. Jg. 1961, S. 520.
7. ↑  Manfred Dreiss: Wechsel in der Schriftleitung. In: Genealogie. Deutsche Zeitschrift für Familienkunde. Band 20, 40. Jg. 1991, S. 481.

| Personendaten    | Personendaten                                      |
| ---------------- | -------------------------------------------------- |
| NAME             | Huschke, Wolfgang                                  |
| ALTERNATIVNAMEN  | Huschke, Albert Otto Wolfgang (vollständiger Name) |
| KURZBESCHREIBUNG | deutscher Regionalhistoriker und Genealoge         |
| GEBURTSDATUM     | 8. Mai 1911                                        |
| GEBURTSORT       | Greiz                                              |
| STERBEDATUM      | 7. November 2000                                   |
| STERBEORT        | Freiburg im Breisgau                               |